# William Beier
William Beier (* 2. November 1982 in Manila, Philippinen) ist ein ehemaliger deutscher Eiskunstläufer.

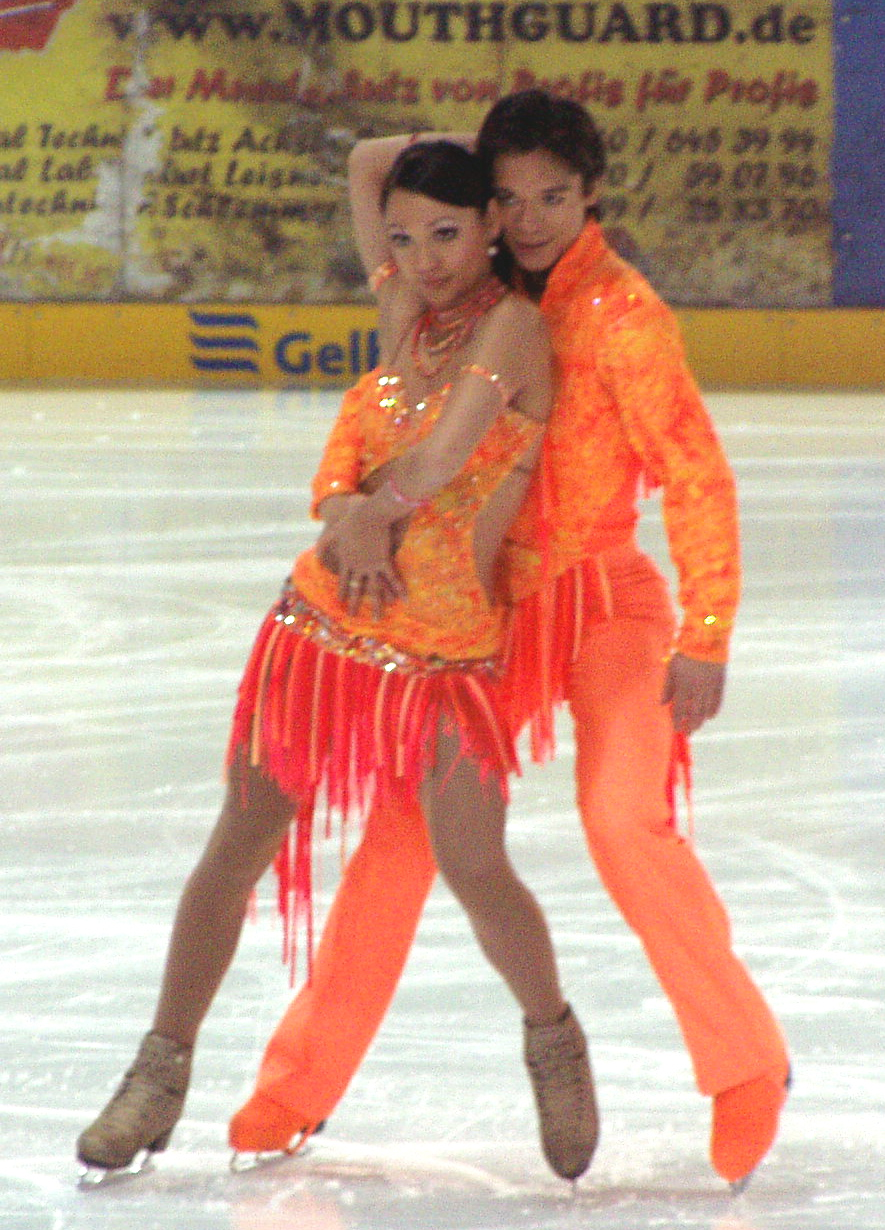
Christina und William Beier hier bei den Deutschen Meisterschaften 2006 in Berlin beim Originaltanz

## Leben
William Beier wurde als Sohn einer philippinischen Mutter und eines deutschen Vaters in Manila geboren. Die Mutter verließ Mann und Kinder. Vater Siegfried Beier kehrte kurz nach dem Mauerfall mit den Kindern nach Deutschland zurück. So kam William Beier im Alter von 8 Jahren nach Chemnitz. Nur zwei Monate nach der Rückkehr nach Deutschland starb Siegfried Beier bei einem Autounfall. William Beier wuchs daraufhin bei Verwandten des Vaters auf, die in der Chemnitzer Eishalle arbeiteten.
William Beier war Eistänzer. Er lief zusammen mit seiner Schwester Christina Beier. Im Alter von 13 Jahren ging William Beier mit seiner Schwester nach Dortmund, um dort bei Oleg Ryjkin Eistanzen zu trainieren, da dies in Chemnitz 1996 nicht mehr gefördert wurde. Sie starteten seitdem für den TSC Eintracht Dortmund.
Im Jahr 2004 wechselte das Paar Trainer und Trainingsstätte und trainierte nun bei Martin Skotnický in Oberstdorf. Beim Training wurden sie auch von Kati Winkler unterstützt.
Im August 2010 beendete das Paar seine Laufbahn (Knieprobleme von William).

## Erfolge/Ergebnisse
mit Christina Beier

### Olympische Spiele
- 2010 – 18. Rang – Vancouver

### Weltmeisterschaften
- 2005 – 20. Rang – Moskau
- 2006 – 13. Rang – Calgary

### Juniorenweltmeisterschaften
- 2000 – 15. Rang – Oberstdorf
- 2001 – nicht teilgenommen
- 2002 – 11. Rang – Hamar
- 2003 – 5. Rang – Ostrau

### Europameisterschaften
- 2004 – 16. Rang – Budapest
- 2005 – 15. Rang – Turin
- 2006 – 13. Rang – Lyon
- 2007 – nicht teilgenommen, verletzt

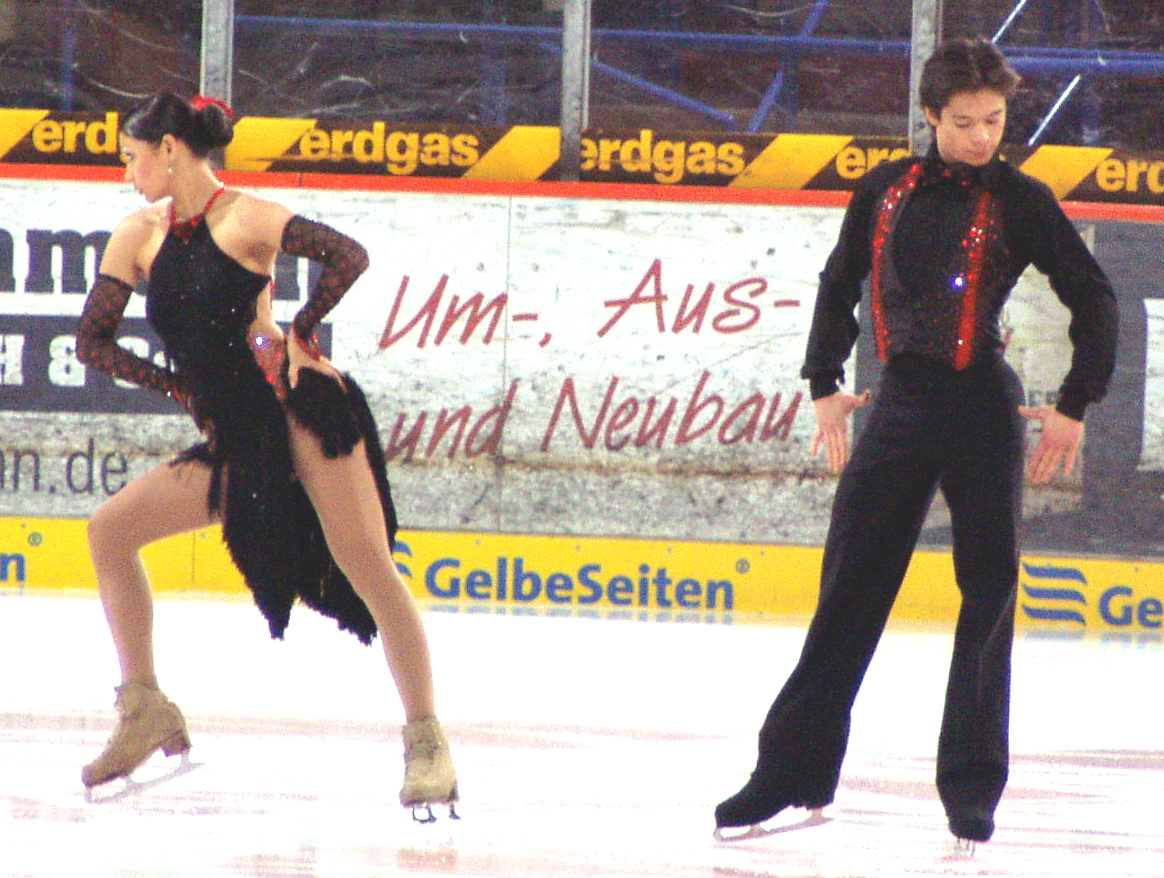
Christina und William Beier hier bei
den Deutschen Meisterschaften 2006 in Berlin bei den Pflichttänzen

- 2008 – 15. Rang – Zagreb
- 2010 – 15. Rang – Tallinn

### Deutsche Meisterschaften
- 1998 – 1. Rang (Nachwuchs)
- 2001 – 1. Rang (Junioren)
- 2002 – 1. Rang (Junioren)
- 2004 – 2. Rang
- 2005 – 1. Rang
- 2006 – 1. Rang
- 2007 – nicht teilgenommen, verletzt
- 2008 – 1. Rang
- 2010 – 1. Rang

### Andere Wettbewerbe
- 2002 – 1. Rang – Junioren Grand Prix, Peking
- 2002 – 2. Rang – Junioren Grand Prix, Courchevel
- 2005 – 3. Rang – Nebelhorn Trophy, Oberstdorf
- 2007 – 2. Rang – Nebelhorn Trophy, Oberstdorf